# Muchajjam al-Maghazi
Muchajjam al-Maghazi (arab. ‏مخيم المغازي‎) – obóz uchodźców palestyńskich w Palestynie, w Strefie Gazy (muhafaza Dajr al-Balah). Według danych Palestyńskiego Centralnego Biura Statystycznego z 2016 roku zamieszkany przez 21 380 osób.
Podczas trwającej od października 2023 wojny w Strefie Gazy wielokrotnie atakowany przez Izrael. 17 października Siły Powietrzne Izraela zbombardowały szkołę UNRWA w al-Maghazi, zabijając 6 osób.